# GFTP
gFTP è un client FTP libero e open source multithread. È disponibile su sistemi Unix-like, ma può essere usato anche su Microsoft Windows e macOS. Funziona tramite GUI (che usa le GTK+) e una interfaccia a riga di comando. gFTP è pubblicato sotto GPL ed è stato tradotto in 41 lingue.

## Descrizione
Supporta i protocolli FTP, FTPS (solo con connessione controllata), HTTP, HTTPS, SFTP e FSP; supporta server proxy per i protocolli FTP e HTTP oltre ad FXP (per trasferire file tra 2 server remoti tramite via FTP).
La GUI ha una grafica a due pannelli, il file system locale si trova a sinistra e il filesystem remoto in quello di destra. Sotto questi due pannelli si trova la coda dei trasferimenti in cui si possono vedere in tempo reale lo stato dei file (in attesa, attivi o ultimati). Sotto di questo c'è il log dei messaggi, in cui appaiono tutti i comandi e le risposte tra gFTP e il server remoto. I siti possono essere raccolti in una lista di segnalibri, simile a quella presente nei browser. Una barra in alto permette la connessione a siti che non si trovano nei bookmark.